# Jüdischer Friedhof (Mayen)

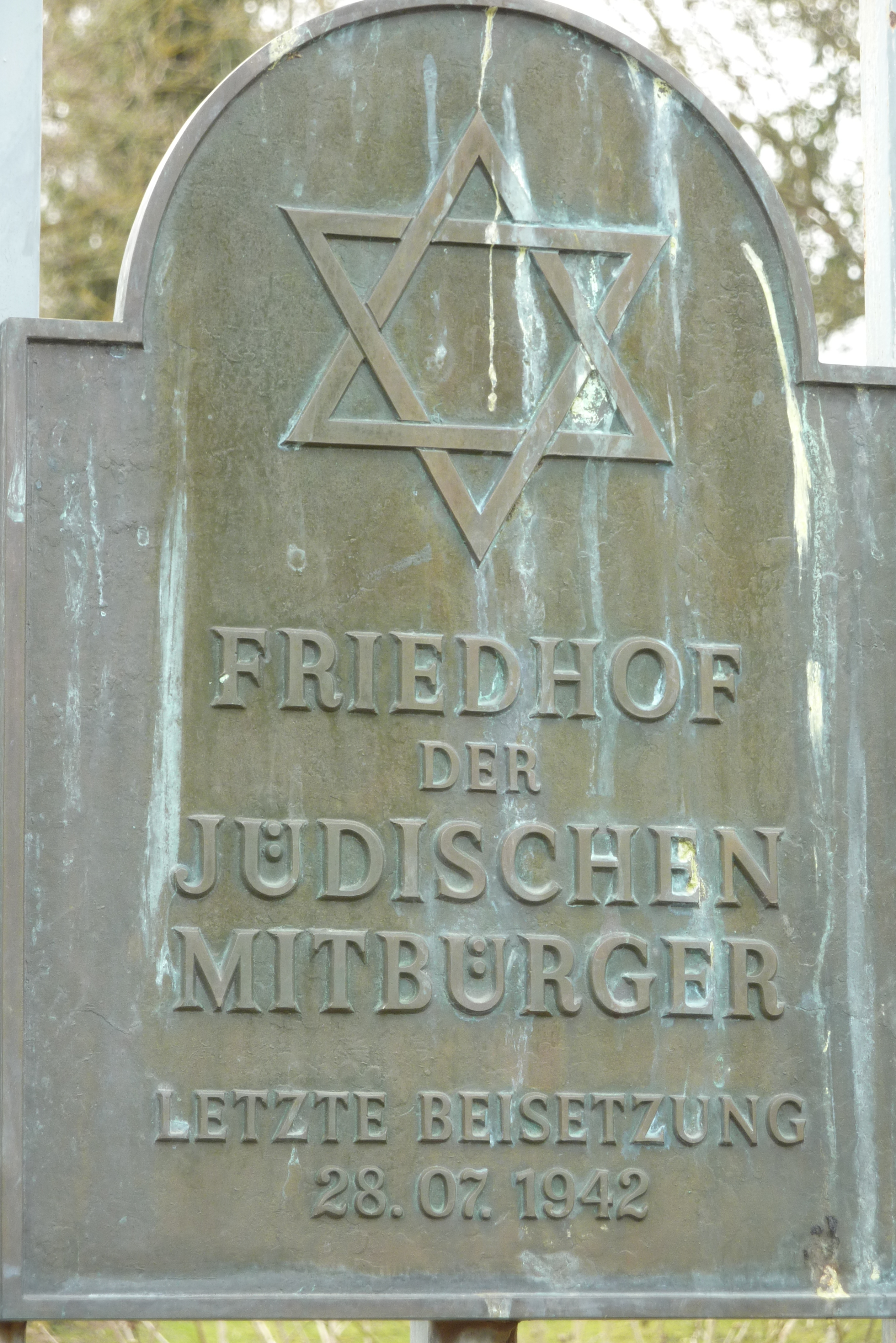
Hinweistafel am Eingang zum jüdischen Friedhof in Mayen

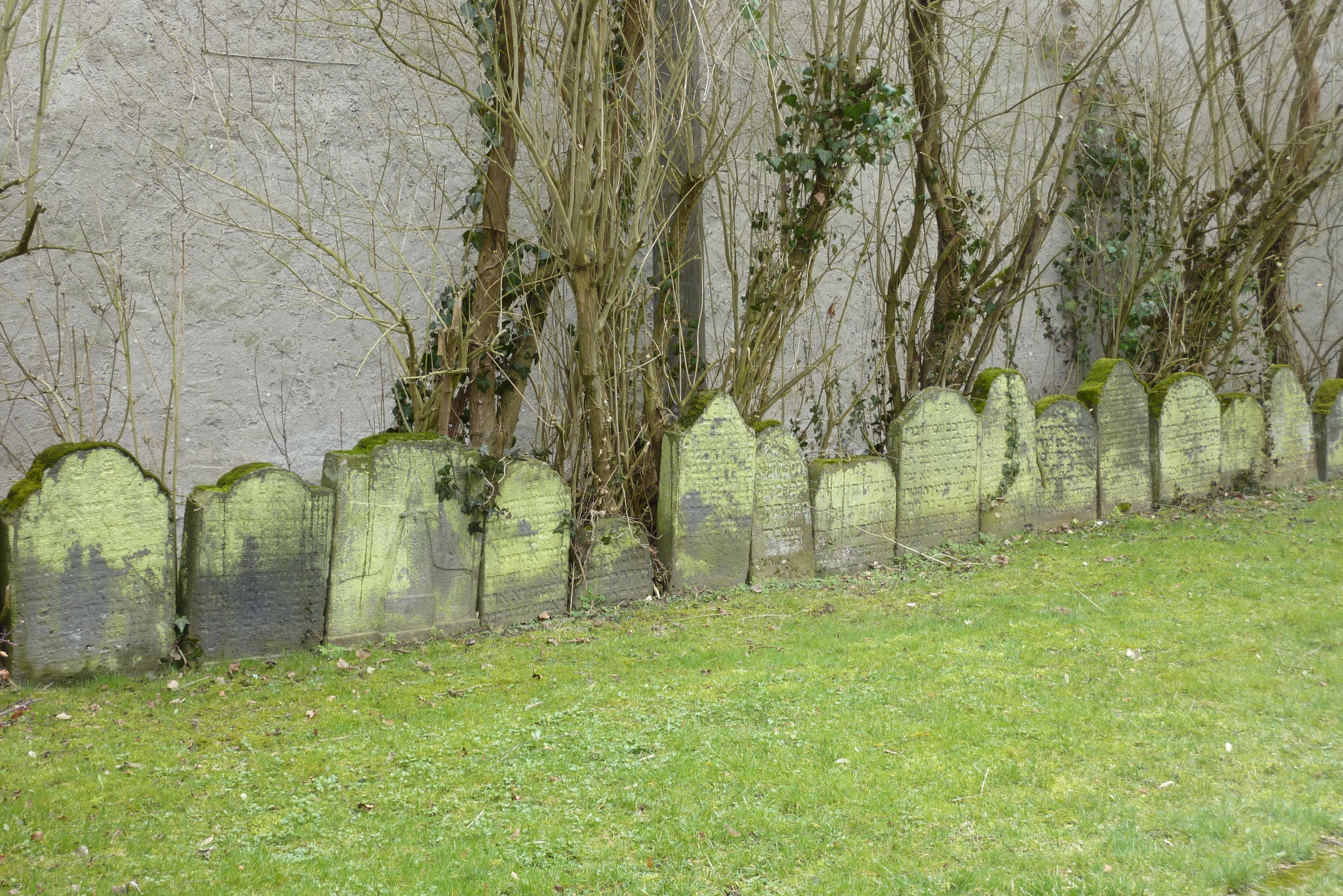
Grabsteine vom alten jüdischen Friedhof in Mayen

Der Jüdische Friedhof Mayen ist ein jüdischer Friedhof in Mayen, einer Stadt im Landkreis Mayen-Koblenz in Rheinland-Pfalz. Der Friedhof ist ein geschütztes Kulturdenkmal und befindet sich in der Waldstraße, einer Sackstraße in einem Wohnviertel.

## Geschichte
Der alte jüdische Friedhof am Waldrand beim Schützenplatz wurde 1944 durch Bomben zerstört und die verbliebenen 31 Grabsteine, der älteste datiert in das Jahr 1640, des 1945 eingeebneten Friedhofs wurden auf den neuen Friedhof verbracht.
Der neue jüdische Friedhof in Mayen, der eine Fläche von 20,42 Ar besitzt, wurde erstmals 1847 belegt und die letzte Bestattung war am 28. Juli 1942. Insgesamt sind heute noch 203 Grabsteine (Mazewot) vorhanden.